# Nätebäcken
Nätebäcken is een plaats in de gemeente Habo in het landschap Västergötland en de provincie Jönköpings län in Zweden. De plaats heeft 92 inwoners (2005) en een oppervlakte van 22 hectare.